# Amarantine
Amarantine is een album van de Ierse zangeres Enya. Het album werd uitgebracht op 22 november 2005. Het album heeft de Grammy award voor beste New Age album 2007 gewonnen.
Twee nummers van het album werden uitgebracht als singles: Amarantine en It's In The Rain.

## Versies

### Standaard
De standaard versie van het album werd uitgebracht in 2005. Deze editie heeft één disc, en bevat de twaalf nummers. Een boekje met teksten van de nummers is ook bijgeleverd.

### Amarantine Special Christmas Edition
Deze tweedisc set werd uitgebracht in 2006. Deze bevat op de eerste disc de twaalf standaard nummers, op de tweede disc staan vier nieuwe nummers:Adeste, Fideles, The Magic of the Night, We Wish You a Merry Christmas en Christmas Secrets.
Het standaard boekje met de teksten van de nummers is ook bijgeleverd.

### Amarantine Deluxe Collector's Edition
Deze gelimiteerde uitgave bevat de standaard versie van het album, de tweede versie van het boek Water Shows The Hidden Heart door Roma Ryan en ook drie exclusieve foto's van Enya. Alles is verpakt in een rode fluwelen doos.

## Tracklist

### Standaard
1. Less Than a Pearl – 3:44 *
2. Amarantine – 3:13
3. It's in the Rain – 4:08
4. If I Could Be Where You Are – 4:01
5. The River Sings – 2:49 *
6. Long Long Journey – 3:17
7. Sumiregusa (Wild Violet) – 4:42
8. Someone Said Goodbye – 4:02
9. A Moment Lost – 3:08
10. Drifting" – 4:12
11. Amid the Falling Snow – 3:38
12. Water Shows the Hidden Heart – 4:39 *

### Amarantine Special Christmas Edition

#### Disc 1
1. Less Than a Pearl – 3:44 *
2. Amarantine – 3:13
3. It's in the Rain – 4:08
4. If I Could Be Where You Are – 4:01
5. The River Sings – 2:49 *
6. Long Long Journey – 3:17
7. Sumiregusa (Wild Violet) – 4:42
8. Someone Said Goodbye – 4:02
9. A Moment Lost – 3:08
10. Drifting" – 4:12
11. Amid the Falling Snow – 3:38
12. Water Shows the Hidden Heart – 4:39 *

#### Disc 2
1. Adeste, Fideles
2. The Magic of the Night
3. We Wish You a Merry Christmas
4. Christmas Secrets

### Amarantine Deluxe Collector's Edition
1. Less Than a Pearl – 3:44 *
2. Amarantine – 3:13
3. It's in the Rain – 4:08
4. If I Could Be Where You Are – 4:01
5. The River Sings – 2:49 *
6. Long Long Journey – 3:17
7. Sumiregusa (Wild Violet) – 4:42
8. Someone Said Goodbye – 4:02
9. A Moment Lost – 3:08
10. Drifting" – 4:12
11. Amid the Falling Snow – 3:38
12. Water Shows the Hidden Heart – 4:39 *

- *Teksten in Loxian komen uit het boek Water Shows The Hidden Heart door Roma Ryan.